# Stanisław Kowalski
Stanisław Kowalski (Rogówek, 14 de abril de 1910 – 5 de abril de 2022) foi um atleta e supercentenário polonês, tendo competido em sprint, arremesso de peso e lançamento de disco.

## Biografia
Kowalski nasceu em 14 de abril de 1910, na aldeia de Rogówek, região da atual Polônia que pertencial ao Império Russo. Viveu nessa cidade até o final da década de 1930. Depois de casar-se, mudou-se para Brzeźnica. Em 1952, devido à ampliação das fronteiras do campo de treinamento militar, ele teve que sair de sua casa recém-construída e morar na Baixa Silésia, onde administrava uma pequena fazenda e trabalhava como construtor de ferrovias. Ele mora em Świdnica desde 1979.
Kowalski vem de uma família longeva: sua mãe viveu até os 99 anos.  

## Carreira
Quando ele competiu no Campeonato Polonês de Veteranos em 2015, em Toruń, na Polônia, ele se tornou o atleta mais idoso do mundo. Nesse dia, Kowalski percorreu os 100 metros em 34,50 segundos, arremessou peso a 4,27 metros  e o disco a 7,50 metros.  Ao competir nesses eventos, ele superou as conquistas de John Whittemore, que competiu aos 104 anos e 10 meses. Em virtude de sua idade estar além dos 105 anos de idade, foi necessário a criação de uma nova divisão etária para o World Masters Athletics: a divisão M105, da qual ele foi o único membro a competir. Assim, todas as suas performances são consideradas recordes mundiais. O recordista mundial M100, Hidekichi Miyazaki completou 105 anos em 22 de setembro de 2015 e dois dias depois se juntou a Kowalski como o segundo competidor nessa divisão.
Kowalski credita sua longevidade a nunca ir ao médico e fazer o que quiser. Ele também diz que não se deve comer muito durante a noite.  
Ele se tornou o homem mais velho da Polônia após a morte de Józef Żurek, de 108 anos, em 20 de março de 2018.
Stanisław Kowalski faleceu em 5 de abril de 2022 aos 111 anos e 356 dias.